# Airbus (Zivilflugzeugsparte)
Die Airbus S.A.S. ist ein europäischer Flugzeughersteller von Verkehrsflugzeugen mit Sitz im französischen Toulouse und verantwortet als Tochtergesellschaft der Airbus-Gruppe die Airbus Commercial Aircraft genannte Zivilflugzeugsparte. Sie ist der größte europäische und seit Ende 2019 auch weltweit der größte Flugzeughersteller. Zusammen mit Boeing bildet Airbus ein Duopol für Großraumflugzeuge.
Airbus lieferte das erste Flugzeug vom Typ Airbus A300, dessen Prototyp erstmals am 28. Oktober 1972 geflogen war, am 30. Mai 1974 an den Erstkunden Air France aus. Im Oktober 2016 wurde das 10.000. Flugzeug, ein A350-900 für Singapore Airlines, ausgeliefert. Montagewerke befinden sich in Frankreich, Deutschland, Spanien, Großbritannien, China und den USA.

## Geschichte
Am 18. Dezember 1970 wurde die Airbus Industrie in der Gesellschaftsform einer groupement d’intérêts économiques von den Gründungsmitgliedern der staatlichen französischen Aérospatiale und durch die Deutsche Airbus GmbH gegründet. Die spanische CASA trat Airbus 1971 bei, British Aerospace folgte 1979.

## Produktion

### Werke und Produktionsstätten

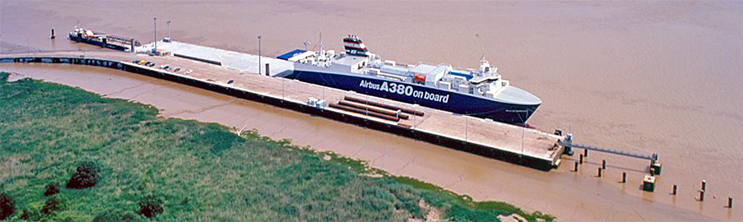
Transport der Rumpfteile einer A380 auf der Ville de Bordeaux, hier auf der Garonne bei Bordeaux

Die einzelnen Standorte von Airbus sind zum Teil historisch begründet. Dabei richtet sich die Arbeitsverteilung nach den nationalen Besitzanteilen an Airbus, die sich dann wieder auf Frankreich, Deutschland, Spanien und das Vereinigte Königreich verteilen.
Es wurden aber auch neue Standorte gegründet. Im Tausch gegen große Flugzeugorders wurden ebenfalls Arbeitsplätze in anderen Staaten geschaffen. Beispielsweise wurde in China, als Joint Venture mit einem lokalen Unternehmen, eine Endmontagelinie (FAL = final assembly line) für die A320-Familie gebaut. Die einzelnen Airbus-Standorte haben sich auf bestimmte Teilgebiete spezialisiert, so findet etwa die Endfertigung aller Tragflächen in Broughton statt. Eine schnelle Schließung der britischen Werke ist daher nach einem Verkauf des 20-prozentigen Anteils der BAE Systems an EADS nicht zu erwarten.

#### Deutschland
Standorte von Airbus Operations
Hamburg
- Sitz der Geschäftsführung der Airbus Operations GmbH und von Airbus Commercial Aircraft in Deutschland
- Programmsitz der Single Aisles A320 Family, inklusive XLR
- In Hamburg findet in zwei Fertigungsendlinien die Endmontage (FAL, engl. Final Assembly Line) für die A318, A319 und A321 statt. Wegen großer Nachfrage wird seit März 2008 die A320 in einer dritten Fertigungslinie auch in Hamburg endmontiert.[8] 2018 wurde eine vierte Fertigungslinie für die Endmontage der A320-Familie eröffnet.[9]

Der Hamburger Airbus-Standort ist zweigeteilt - Es gibt die Airbus Operations GmbH mit den Flugzeug-Endmontagelinien (FAL, engl. Final Assembly Line), und Airbus Aerostructures GmbH, mit dem Rumpfsektionsbau und der Ausrüstungsmontage.
Das Werk im Stadtteil Finkenwerder liegt auf dem Gelände der 1933 gegründeten Hamburger Flugzeugbau (speziell für den Bau von Wasserflugzeugen gegründet, da Finkenwerder eine Halbinsel ist) und besitzt einen eigenen Werksflughafen. Um neue Produktionshallen für den Airbus A380 zu errichten, wurde ein Teil des ehemals für den Bau von Wasserflugzeugen vergrößerten Mühlenberger Lochs wieder zugeschüttet. Der Standort war umstritten. Kritiker monierten, dass sich das Areal schlecht für Erweiterungen des Werkes eigne, schlecht zu erreichen und auch nicht sicher vor Sturmfluten sei (siehe Sturmflut 1962). Die Entscheidung für die Halbinsel Finkenwerder sei politisch motiviert gewesen. Airbus beschäftigte in Finkenwerder im Jahr 2000 7.628 Mitarbeiter und im Jahr 2006 11.449 Mitarbeiter, 2017 bereits 12.500 Mitarbeiter. Bei der A380 wurde in Hamburg die Sektionsmontage mehrerer Rumpfsektionen sowie die Kabinenausstattung und Lackierung durchgeführt. Über das Hamburger Airbus-Gelände und durch ausgewählte Werkshallen gibt es mit gültigen Ausweispapieren nach Voranmeldung und mit Werksschutzbegleitung eine Führung.
In Hamburg-Groß Borstel befindet sich das „Airbus Material Support Center“(MSC), das mit rund 450 Mitarbeitern die weltweite Ersatzteil-Logistik steuert und die Kunden mit Fachkräften und Werkzeug zur Wartung und Instandsetzung unterstützt. Ein Vorrat an Ersatzteilen von rund 115.000 verschiedenen Teilen bei fast 2,5 Millionen Artikeln liegt dort bereit. Weitere zehn Lager weltweit, der direkte Versand der Airbus-Werke und der Unterlieferanten stellen eine Versorgung sicher.
Buxtehude
Der Standort Buxtehude beschäftigt insgesamt rund 400 Mitarbeiter auf einer Fläche von ca. 17.000 m². Buxtehude hat sich auf die Entwicklung und Integration des elektronischen Kabinenmanagementsystems CIDS spezialisiert, weitergehend werden am Standort wichtige Bestandteile der Kabinen- und Sitzelektronik entwickelt. Im Jahr 2010 wurde Airbus Buxtehude für die Entwicklung des „Digital Cabin Logbook“ der Crystal Cabin Award, die bedeutendste Auszeichnung für Flugzeugkabinen, verliehen.
Eine Besonderheit des Standortes ist die Tatsache, dass dort neben Airbus auch die 100-Prozent-Airbus-Tochter KID-Systeme GmbH beheimatet ist.
Bremen
- Kompetenzzentrum für High-Lift Systeme.[17]
- Flügelausrüstung der A330 und A350[18]
- Bau von Landeklappen für alle Airbus Programme.[18]

Standorte von Airbus Aerostructures GmbH (ASA)
Die hundertprozentige Airbus-Tochter umfasst vier weitere Produktionsstandorte in Deutschland: die Hamburger Zentrale, das Werk in Stade sowie die ehemaligen Premium Aerotec-Werke Nordenham und Bremen.

Hamburg
- Sitz der Geschäftsführung der Airbus Aerostructures GmbH
- Kompetenzzentrum für strukturelle Rumpfmontage
- Strukturelle Montage und Ausstattung von Rumpfsektionen der A320-Familie
- Strukturelle Montage und Ausrüstung der vorderen und hinteren Rumpfsektionen von A330 und A350
- Die modernste Strukturmontagelinie von Airbus mit Robotern, automatischer Positionierung durch Lasermessung und verbesserter Ergonomie

Nordenham

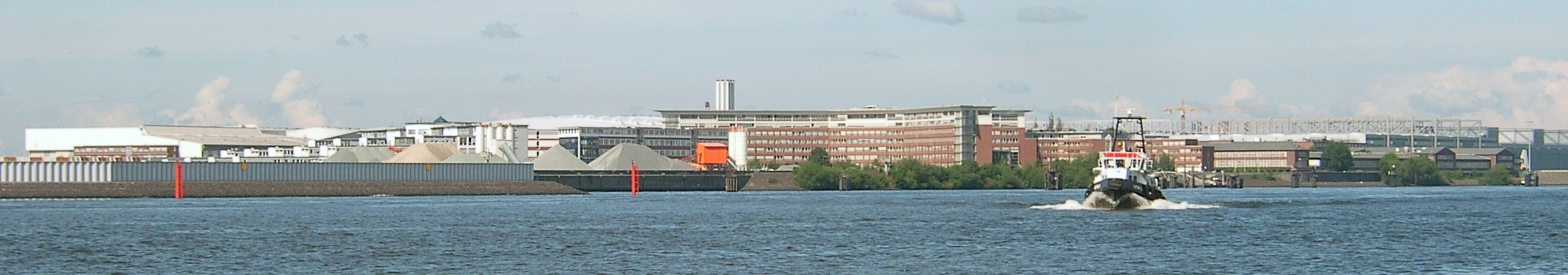
Werksgelände Hamburg-Finkenwerder (östlicher Teil)

- Eine moderne Produktionsstätte im Bereich der integrierten Schalenfertigung
- Produktion von rund 5.000 Rumpfschalen pro Jahr mit modernsten automatischen Nietanlagen
- Umfassende Fertigungskompetenz von der Rohbaufertigung (Metall und CFK) über den Oberflächenschutz bis hin zur Montage von Rumpfsektionen

Stade

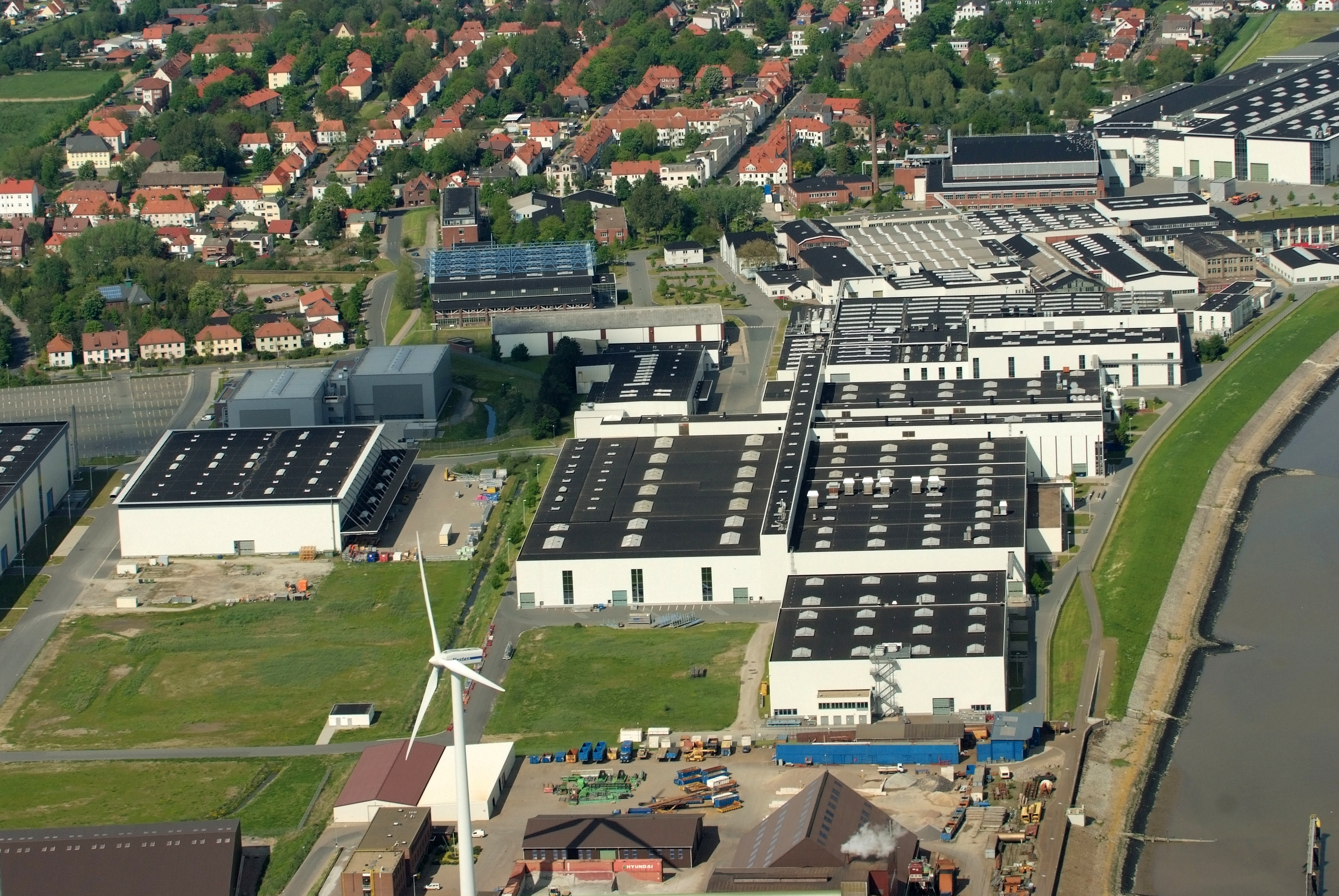
Werksgelände ASA Nordenham in Nordenham (Mai 2012)

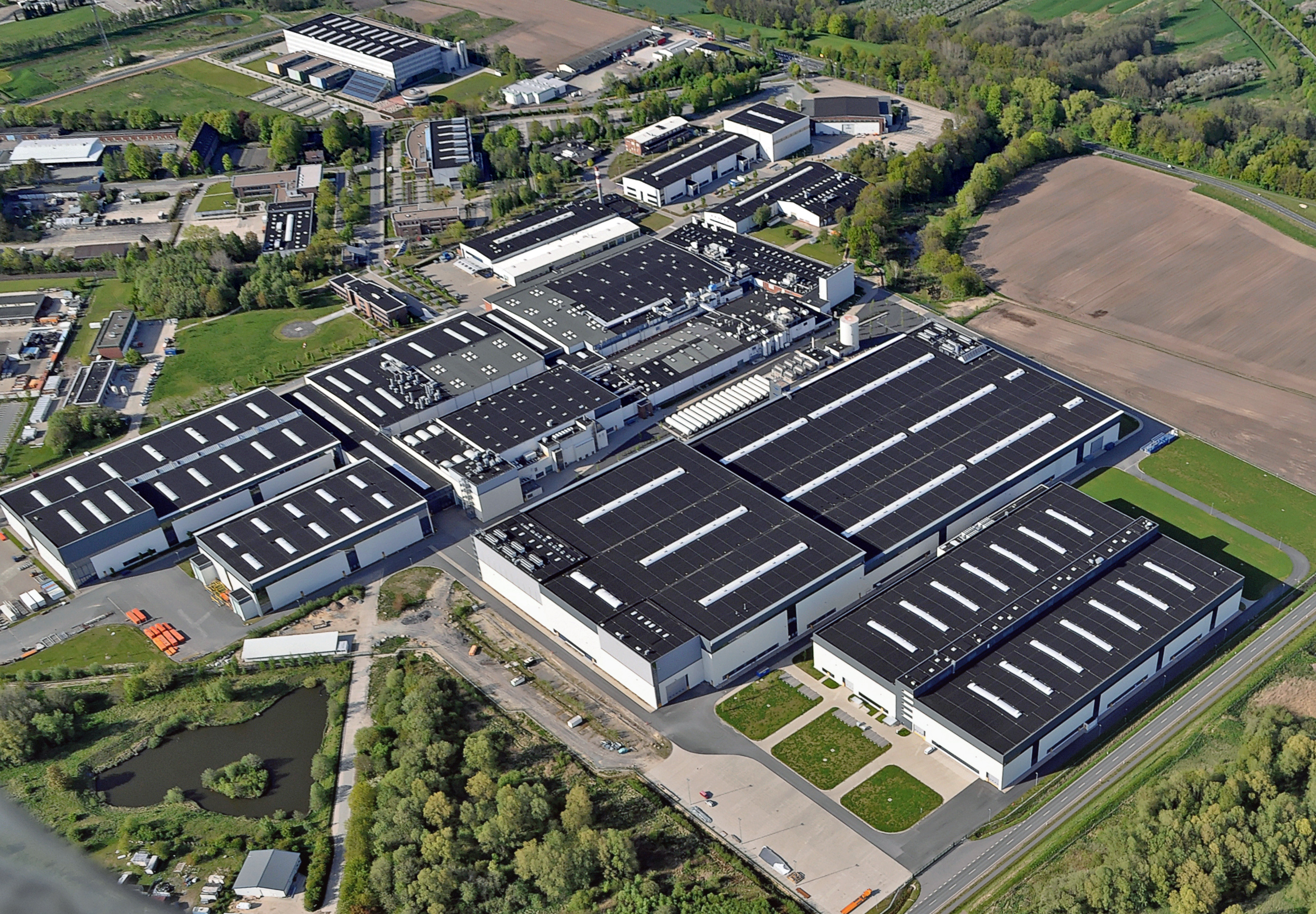
Das Werk in Stade aus der Luft

- Produktionslinie für Seitenleitwerke aus CFK für alle Flugzeuge der A320-Familie, A330, A350 und A400M
- Kompetenzzentrum für Teile aus leichtem kohlenstofffaserverstärkten Kunststoff (CFK)
- Produktion der A350-Flügelabdeckung und der A400M-Flügelabdeckungen

Bremen
- Kompetenzzentrum für Technologieentwicklung, Industrialisierung und Fertigung komplexer metallischer und thermoplastischer CFK-Bauteile;
- Spezialisiert auf die Produktion hochwertiger Blechumformteile in drei Fertigungslinien

##### Deutsche Standorte der Airbustochter Premium Aerotec
Die folgenden Werke wurden ausgegliedert und in der Tochtergesellschaft Premium Aerotec zusammengefasst und werden bis Mitte 2025 in die Airbus Aerostructures GmbH eingegliedert.
- Augsburg:  Augsburg ist der Firmensitz von Premium Aerotec. Etwa 4.000 Mitarbeiter sind auf Teilfertigungen bei Großaufträgen in der europäischen Luftfahrt spezialisiert. Speziell Rumpfsektionsbau.
- Varel:  In Varel arbeiten knapp 1.500 Mitarbeiter in der Produktion von Flugzeugteilen und in der Herstellung von Fertigungs- und Montagevorrichtungen. Heute verantwortet Varel vor allem die Montage der Tür- und Torrahmen aus CFK und Titan für die Rumpfsektionen. Im Bereich des metallischen 3D-Druck ist Varel Vorreiter und beherrscht die gesamte Prozesskette der AM-Technologie.

Frankfurt
Im Ersatzteillager in Frankfurt am Main befinden sich über 600 Großbauteile, die z. B. bei Versicherungsschäden benötigt werden.

##### Ehemalige Airbuswerke in Deutschland
Die folgenden Werke sind nicht mehr Teil von Airbus.
- Rostock:  Am Standort Rostock und seinem Großraum sind mehrere größere Firmen als Zulieferer mit insgesamt rund tausend Mitarbeitern aktiv,[19] darunter die ehemalige Airbus-Gesellschaft RST Rostock-System-Technik GmbH (2015 an die FERCHAU Engineering GmbH verkauft)[20] mit über 150 Mitarbeitern, die sich am 2007 eröffneten Zentrum für Luft- und Raumfahrt des Technologieparks Warnemünde befindet.[21] Unter den dort gefertigten Komponenten sind Simulatoren für das Training von Flugpersonal, Kabelbäume, Vorrichtungen und Montagesysteme, Geräte zur automatisierten Funktionsprüfung, fernbedienbare Manipulatoren, spezialisierte Testinfrastruktur und Gas-Sensorsysteme für Sicherheitsanwendungen.[22]
- Laupheim:  Das ehemalige Airbuswerk in Laupheim wurde im Oktober 2008 im Rahmen des Sparprogramms „Power8“ an die Firma Diehl Aerospace GmbH verkauft.

#### Frankreich
Toulouse

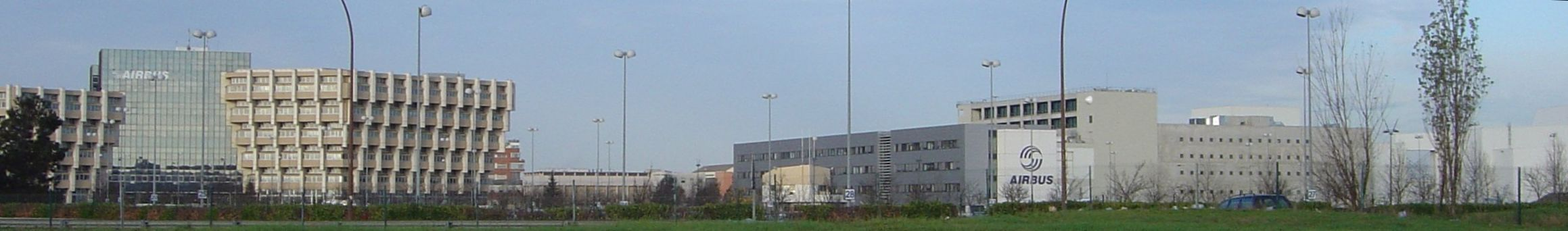
Werksgelände St. Martin

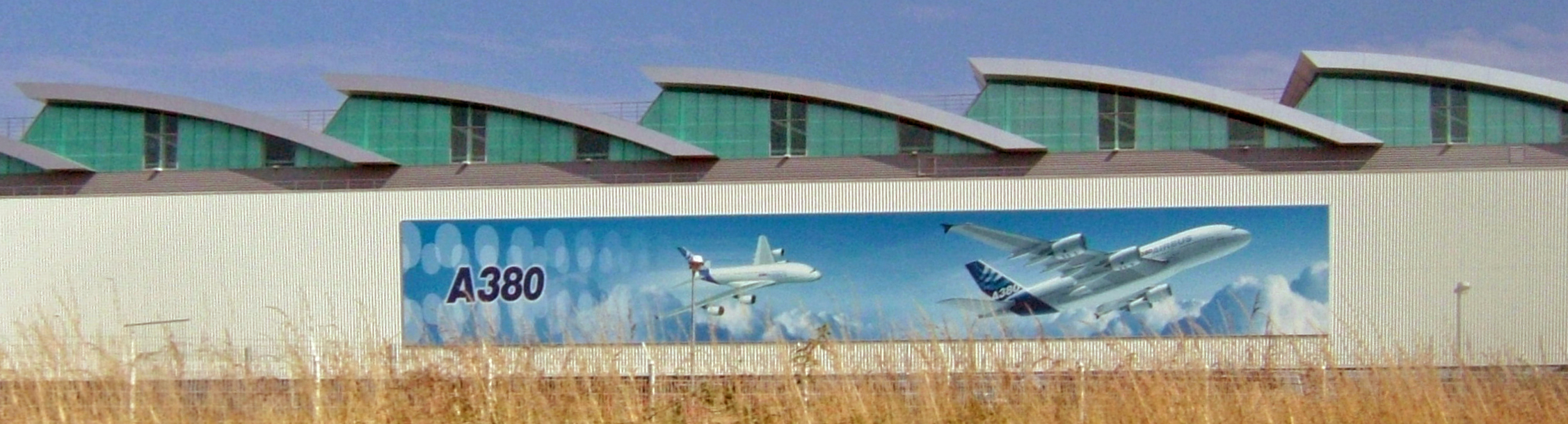
Airbuswerk in Nantes

In Toulouse befindet sich der größte Airbus-Standort. Dabei handelt es sich sowohl um den administrativen Hauptsitz (Central Entity) als auch um mehrere Airbus-Werke. Die Werksgelände teilen sich im Wesentlichen in St. Martin du Touch, Clement Ader und J. L. Lagardère auf. Diese liegen direkt um den Flughafen Toulouse-Blagnac verteilt.
In Toulouse werden auf mehreren Fertigungslinien die A320, A330, A350 und A380 endmontiert, bis 2007 gehörten auch die A300 und A310 dazu und bis November 2011 die A340.
Die Werke in Nantes, Méaulte, Rochefort und Saint-Nazaire gehören seit Anfang 2022 zum Bereich Aerostructures von Airbus Atlantic, als französisches Pendant zur deutschen Airbus Aerostructures.

#### Spanien
Sevilla
In Sevilla (ca. 2000 Mitarbeiter) findet die Endmontage der militärischen Transportflugzeuge CN-235, C-295 und A400M von Airbus Defence and Space statt.
Weitere Standorte in Spanien sind Getafe, Illescas (Provinz Toledo) und El Puerto de Santa María (Provinz Cádiz; Das ehemalige Werk in Puerto Real wurde 2024 verkauft. Zuvor waren seine verbliebenen Arbeitspakete 2023 in das nahegelegene und bis dahin von Airbus DS geführte Centro de Bahía de Cádiz verlagert worden, dass zu diesem Zeitpunkt als Airbus Cádiz an die Konzernmutter angegliedert wurde).

#### Vereinigtes Königreich
In Großbritannien werden die Tragflächen entwickelt und hergestellt. Standorte befinden sich in Filton (mit über 4500 Mitarbeitern in Verwaltung, Entwicklung von Tragflächen, Kraftstoffsystemen und Fahrwerksbaugruppen so wie anderen Bereichen) und Broughton (mit ca. 5000 Mitarbeitern mit Schwerpunkt Fertigung und Entwicklung von Tragflächen). Im September 2008 wurde ein Teil des Filtoner Werks an das britische Luftfahrtunternehmen GKN im Zuge des Sparprogramms Power8 verkauft.

#### China

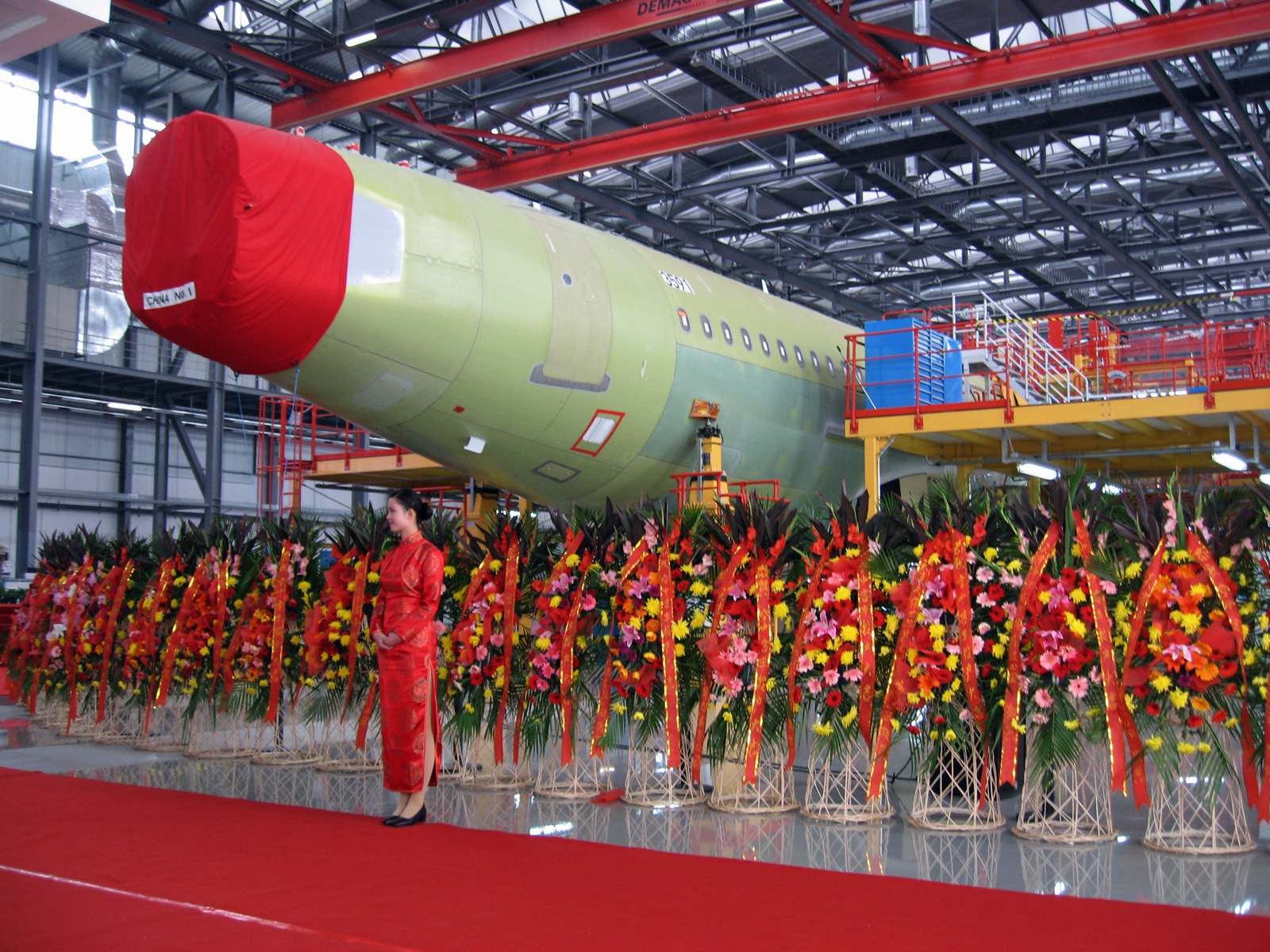
Endmontagelinie der A320-Familie in Tianjin (Aufnahme: 2008)

Neben Toulouse und Hamburg wurde eine weitere Endmontagelinie für Flugzeuge der A320-Familie in Tianjin/Volksrepublik China aufgebaut. Pläne für die weitere Produktion sehen eine stückweise Erhöhung auf sechs Maschinen monatlich ab 2020 vor, entsprechende Vorverträge wurden im Januar 2018 geschlossen.

#### USA
Am 14. September 2015 eröffnete Airbus sein erstes Werk in Mobile, Alabama, wo sich seit 2007 ein Entwicklungszentrum von Airbus befindet. Laut Airbus-Chef Fabrice Brégier bedeute dies, dass das Unternehmen nun „zum ersten wirklich globalen Flugzeughersteller und gleichzeitig zu einem wirklich amerikanischen Hersteller“ werde. In dem Werk sollen vor allem Maschinen des Typs A321, aber auch die A320 und die A319 und seit 2017 die A320 Neo hauptsächlich für den nordamerikanischen Markt gefertigt werden. Seit der Eröffnung beschäftigt die Produktionsstätte 250 Mitarbeiter, es sollen bis zu 1.000 werden. Da die Mindestlöhne und Personalkosten in Alabama besonders niedrig sind, rechnet Airbus mit Kosteneinsparungen.
Das erste Flugzeug, ein A321 der Jetblue Airways, verließ die Montagehalle im Februar 2016 und wurde im März 2016 fertig lackiert. Die Auslieferung erfolgte am 25. April 2016. Airbus erklärte im Zuge der Auslieferung, die Produktion bis Ende 2017 auf vier Flugzeuge im Monat hochfahren zu wollen.

#### Kanada
Durch die Übernahme der Flugzeugserie C-Series (inzwischen als Airbus A220 vermarktet) von Bombardier Aerospace besitzt Airbus seit Juli 2018 die Mehrheitsanteile dieser Werke in Kanada. Diese Gesellschaft firmiert inzwischen als Airbus Canada Limited Partnership. Bombardier hielt seit 2018 nur mehr einen Minderheitsanteil und stieg Anfang 2020 vollständig aus diesem Unternehmen aus.

#### Weltweit
Für eine schnelle Reaktionszeit und einen engen Kontakt zu Kunden unterhält Airbus weltweit Ersatzteilzentren und Kundenbüros. So gibt es Entwicklungszentren in Peking/China, Moskau/Russland, Bangalore/Indien. 
Die Aerostructure-Töchter betreiben eigene Werke. Hierzu zählen Airbus Atlantic Maroc und Airbus Atlantic Tunisie in Nordafrika und in Europa Airbus Atlantic Portugal in Santo Tirso bei Porto und Premium Aerotec im rumänischen Brașov.

### Mitarbeiter und Management
In Deutschland gehörten im Jahr 2010 rund 16.000 Beschäftigte zur Airbus-Stammbelegschaft. Hinzu kamen 4800 Leiharbeiter, die nach Angaben der IG Metall zum Teil seit sieben bis acht Jahren für Airbus arbeiteten. Eine weitere Beschäftigtengruppe arbeitete mit Werkvertrag für das Unternehmen. Der Gesamtbetriebsratsvorsitzende Johann Dahnken kritisierte dieses als Drei-Klassen-Gesellschaft der Arbeitnehmer.
| Airbus-Werk oder -Standort   | Land                         | 2002   | 2003   | 2004   | 2005   | 2006   | 2007   | 2008   | 2009   | 2010   |
| ---------------------------- | ---------------------------- | ------ | ------ | ------ | ------ | ------ | ------ | ------ | ------ | ------ |
| Broughton                    | (GBR)                        | 3.844  | 4.309  | 5.165  | 5.129  | 5.031  | 4.882  | 4.866  | 4.557  | 4.546  |
| Filton                       | (GBR)                        | 4.269  | 4.379  | 4.303  | 4.562  | 4.642  | 4.409  | 4.195  | 2.894  | 2.815  |
| Summe Vereinigtes Königreich | Summe Vereinigtes Königreich | 8.113  | 8.688  | 9.468  | 9.691  | 9.673  | 9.291  | 9.061  | 7.451  | 7.361  |
| Toulouse                     | (FRA)                        | 9.773  | 10.311 | 10.686 | 11.459 | 12.021 | 11.805 | 11.413 | 11.893 | 11.885 |
| Blagnac Zentrale Verwaltung  | (FRA)                        | 3.322  | 3.822  | 4.091  | 4.476  | 4.971  | 4.962  | 5.052  | 5.351  | 5.623  |
| Saint-Nazaire                | (FRA)                        | 2.245  | 2.227  | 2.271  | 2.321  | 2.387  | 2.308  | 2.217  | 2.278  | 2.392  |
| Nantes                       | (FRA)                        | 1.863  | 1.869  | 1.903  | 1.952  | 1.996  | 1.959  | 1.911  | 1.857  | 1.849  |
| Méaulte                      | (FRA)                        | 1.098  | 1.129  | 1.175  | 1.230  | 1.288  | 1.274  | 1.273  | 1.288  | 1.276  |
| Sèvres und Rochefort         | (FRA)                        | –      | –      | –      | –      | –      | –      | –      | 112    | 91     |
| Summe Frankreich             | Summe Frankreich             | 18.301 | 19.358 | 20.126 | 21.438 | 22.663 | 22.308 | 21.866 | 22.779 | 23.116 |
| Hamburg                      | (DEU)                        | 8.777  | 9.459  | 9.746  | 10.616 | 11.447 | 11.476 | 11.314 | 11.355 | 11.575 |
| Bremen                       | (DEU)                        | 2.966  | 3.051  | 3.072  | 3.115  | 3.330  | 3.371  | 3.244  | 3.199  | 3.239  |
| Augsburg                     | (DEU)                        | –      | –      | –      | –      | –      | –      | –      | 2.382  | 2.391  |
| Nordenham                    | (DEU)                        | 2.096  | 2.106  | 2.122  | 2.112  | 2.086  | 2.072  | 2.053  | 2.036  | 2.027  |
| Stade                        | (DEU)                        | 1.277  | 1.416  | 1.450  | 1.512  | 1.567  | 1.543  | 1.524  | 1.550  | 1.603  |
| Varel                        | (DEU)                        | 1.168  | 1.172  | 1.166  | 1.168  | 1.191  | 1.146  | 1.130  | 1.102  | 1.062  |
| Laupheim                     | (DEU)                        | 738    | 909    | 1.015  | 1.093  | 1.116  | 1.099  | –      | –      | –      |
| Dresden                      | (DEU)                        | –      | –      | –      | –      | –      | –      | –      | 966    | 935    |
| Buxtehude                    | (DEU)                        | 283    | 310    | 335    | 352    | 362    | 343    | 343    | 337    | 338    |
| Stuttgart und Ulm            | (DEU)                        | –      | –      | –      | –      | –      | –      | –      | 18     | 16     |
| Summe Deutschland            | Summe Deutschland            | 17.305 | 18.423 | 18.906 | 19.968 | 21.099 | 21.050 | 19.608 | 22.945 | 23.186 |
| Getafe                       | (ESP)                        | 1.921  | 1.811  | 1.956  | 2.056  | 1.979  | 1.870  | 1.757  | 2.972  | 1.743  |
| Madrid                       | (ESP)                        | –      | –      | –      | –      | –      | –      | –      | 2.257  | 2.351  |
| Sevilla                      | (ESP)                        | –      | –      | –      | –      | –      | –      | –      | 835    | 1.974  |
| Cádiz Puerto Real            | (ESP)                        | 455    | 483    | 497    | 513    | 448    | 478    | 469    | 740    | 730    |
| Illescas                     | (ESP)                        | –      | 432    | 471    | 494    | 505    | 444    | 496    | 490    | 480    |
| Summe Spanien                | Summe Spanien                | 2.376  | 2.726  | 2.924  | 3.063  | 2.932  | 2.792  | 2.722  | 7.294  | 7.278  |
| Miami Springs                | (USA)                        | –      | –      | –      | –      | –      | –      | –      | 118    | 115    |
| Herndon                      | (USA)                        | –      | –      | –      | –      | –      | –      | –      | 105    | 104    |
| Wichita                      | (USA)                        | –      | –      | –      | –      | –      | –      | –      | 28     | 64     |
| Mobile                       | (USA)                        | –      | –      | –      | –      | –      | –      | –      | 19     | 42     |
| Washington, D.C. und andere  | (USA)                        | 314    | 325    | 374    | 398    | 422    | 400    | 456    | 283    | 298    |
| Summe Vereinigte Staaten     | Summe Vereinigte Staaten     | 314    | 325    | 374    | 398    | 422    | 400    | 456    | 553    | 623    |
| Peking                       | (CHN)                        | –      | –      | 135    | 136    | 150    | 169    | 174    | 675    | 904    |
| Warschau                     | (POL)                        | –      | –      | –      | –      | –      | –      | –      | 485    | 485    |
| Dublin                       | (IRL)                        | –      | –      | 26     | 27     | 27     | 19     | 19     | 18     | 16     |
| Dubai                        | (UAE)                        | –      | –      | –      | –      | –      | –      | –      | 2      | 2      |
| Summe                        | Summe                        | 46.415 | 49.520 | 51.959 | 54.721 | 56.966 | 56.029 | 53.906 | 62.202 | 62.751 |

Manche Veröffentlichungen haben unterschiedliche Personalzahlen, je nach Zählweise von Teilzeitbeschäftigten.
Größere Sprünge in der Gesamtzahl ergeben sich durch hinzugefügte oder verkaufte Standorte. Im Jahr 2008 entfielen die Mitarbeiter des Werks Laupheim. Im Jahr 2009 wurden 8399 Mitarbeiter des EADS-Bereichs MTAD, der Elbe Flugzeugwerke und von Premium Aerotec Augsburg erstmals mitgezählt.
Das große Airbus-Werk Tianjin (China) und das Airbus-Entwicklungszentrum Bangalore sind in der EADS-Personalstatistik nicht enthalten. Tianjin ist kein Airbus-Werk, sondern ein Joint Venture; Bangalore als hundertprozentige Airbus-Tochter fehlt in der Firmenstatistik.

## Flugzeugtypen

### Zivilflugzeuge

#### A220

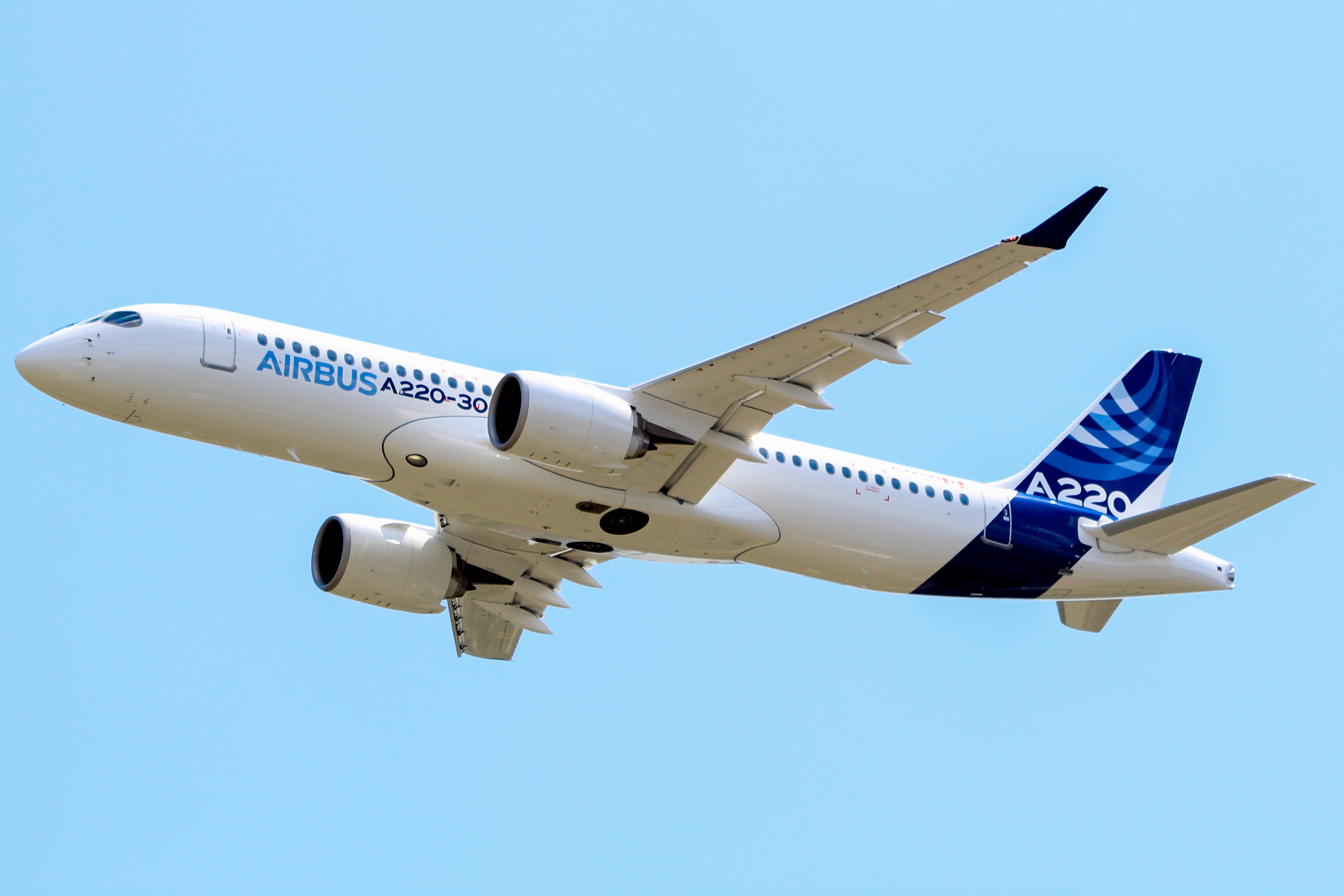
Airbus A220-300

Der Airbus A220 wurde vom kanadischen Flugzeughersteller Bombardier unter der Bezeichnung Bombardier CSeries entwickelt und hergestellt. Nachdem Airbus am 10. Juli 2018 50,01 % der Anteile von Bombardier übernahm, wurde der Flugzeugtyp in Airbus A220 umbenannt.

#### A300/A310-Familie

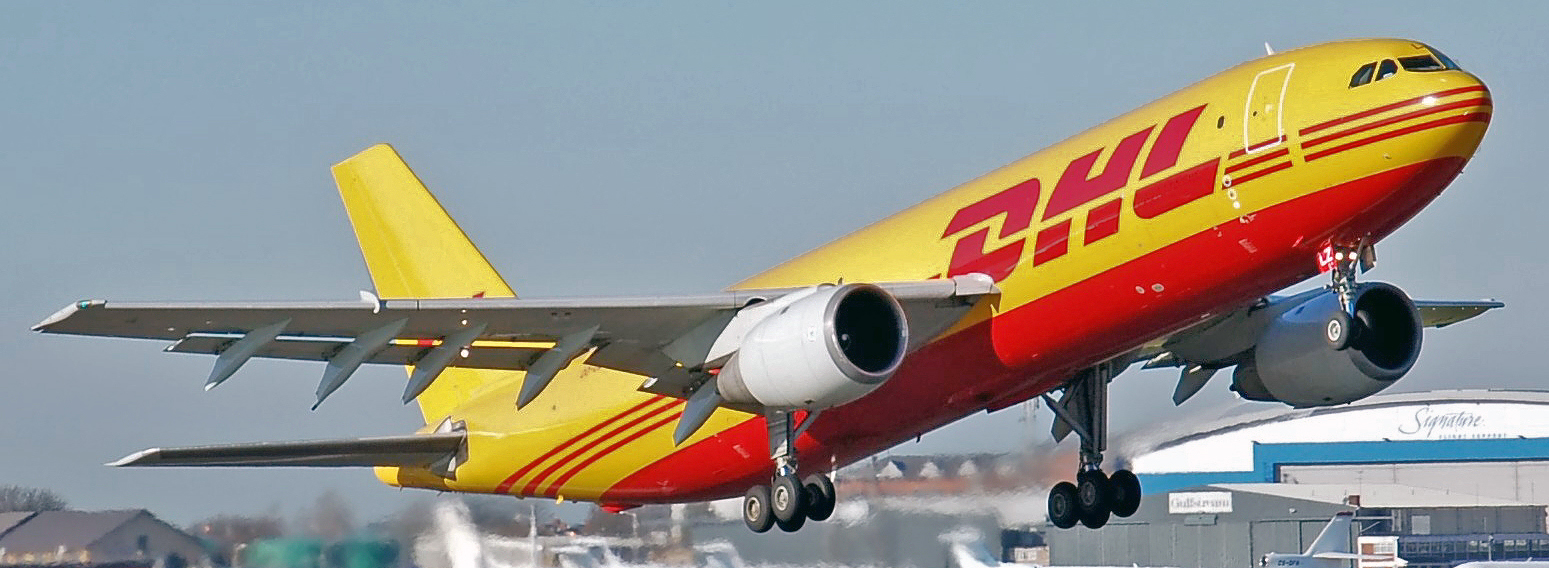
Airbus A300B4 der DHL

Die erste Entwicklung von Airbus war die A300, ein Großraumflugzeug für Kurz- und Mittelstrecken, dessen Jungfernflug im Juni 1972 stattfand. Die A300 war damals das einzige Produkt von Airbus und wird teilweise auch heute noch als „der Airbus“ bezeichnet, was zu Verwirrungen führen kann, da inzwischen viele Airbus-Produkte auf dem Markt sind.
Eine kürzere Variante der A300 mit dem Namen A310 und einer etwas größeren Reichweite hatte 1982 ihren Erstflug. Die größte Neuerung an diesem Typ war die neue Tragfläche mit Transsonikprofil und ein neues Zwei-Mann-Cockpit mit teilweiser Bildschirmtechnologie, welches dann auch bei den A300-600-Baureihen verwendet wurde. Die Produktion der Widebody-Baureihen A300/A310 wurde im Juli 2007 eingestellt, die letzte Auslieferung war eine A300F4-600R für FedEx am 12. Juli 2007. Airbus hat insgesamt 561 A300 und 255 A310 ausgeliefert, insgesamt 816 Flugzeuge der A300/310-Familie.

#### A320-Familie

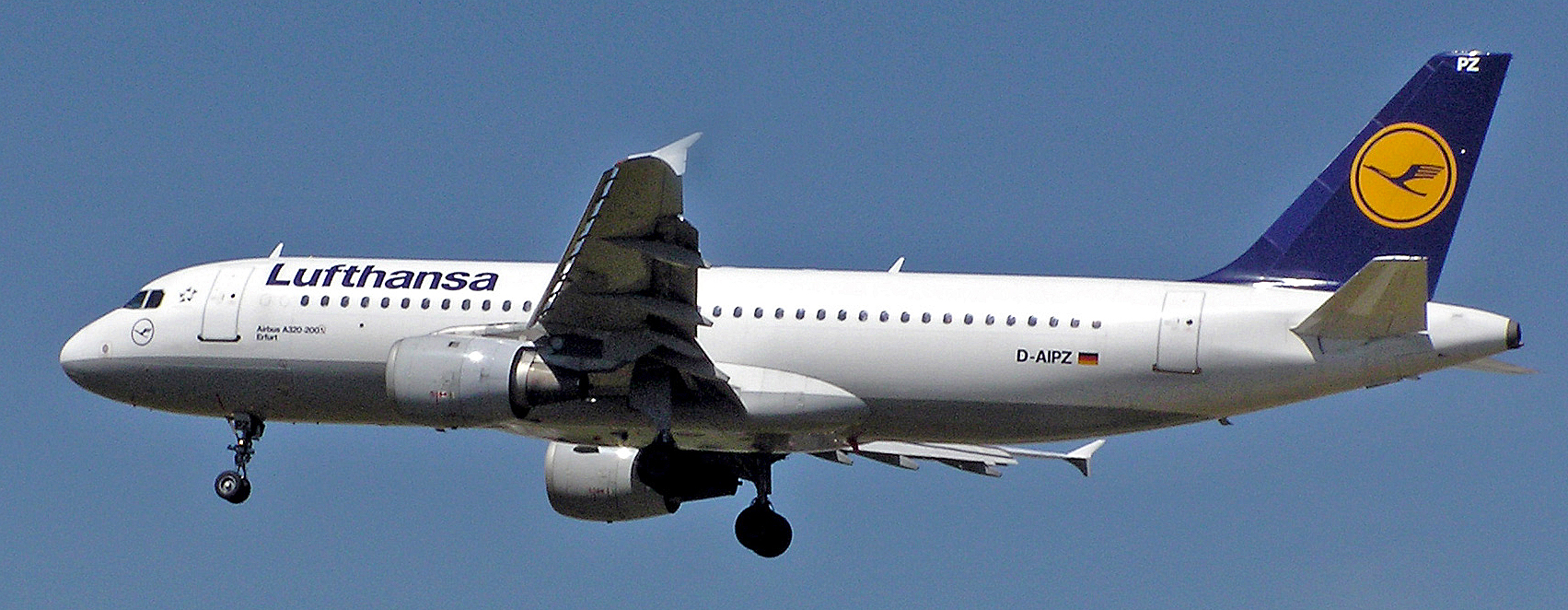
Airbus A320-200 der Lufthansa

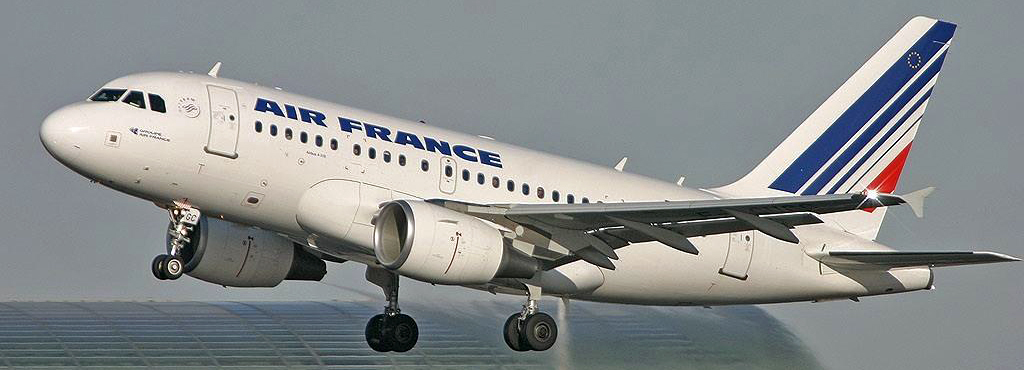
Der Airbus A318 ist das kleinste Mitglied der A320-Familie. Hier eine A318 von Air France

In den 1980ern wurde das Kurzstreckenflugzeug A320 mit kleinem Rumpfdurchmesser (Single-Aisle) eingeführt. Die A320 steht vornehmlich im Wettbewerb mit der Boeing 737 Next Generation.
Die A320 war das weltweite erste in Serie gebaute Zivilflugzeug, das über digitales Fly-by-wire gesteuert wird. Steuerungsbefehle werden dabei nicht mehr mechanisch per Drahtseil an die Steuerklappen weitergegeben, sondern elektronisch über einen Datenbus übertragen. Die Concorde setzte zwar bereits im Jahr 1969 Fly-by-wire ein, hierbei handelte es sich jedoch um eine analoge elektrische Übertragung, die durch ein mechanisches Backup-System abgesichert wurde.
Auch aus der A320 wurden in den folgenden Jahren weitere verschieden große Derivate entwickelt: die A319 als kürzere Variante und die A321 als längere Variante. Als kleinstes Mitglied der Familie wurde die A318 entwickelt, die gegenüber der A320 einen um sechs Meter verkürzten Rumpf hat und die letzte Lücke im unteren Bereich der Airbus-Familie schließt. Im Gegenzug wurde durch die Gewichtsersparnis die Reichweite vergrößert. Auf Basis der A319 entwickelte Airbus zwei weitere Modelle, den Corporate Jetliner (ACJ) und die A319LR. Beide Flugzeuge verfügen über zusätzliche Tanks und haben so eine Reichweite von mehr als 8000 Kilometer. Jüngstes Modell dieser VIP-Familie ist die A318 Elite, die mit VIP-Innenausstattungen versehen wird, was u. a. in der Werft der Lufthansa Technik in Hamburg durchgeführt werden kann. Die A320-Familie soll frühestens 2024 durch einen neu entwickelten Airbus-A320-Nachfolger abgelöst werden, wahrscheinlich aber erst in den 2030er Jahren. Seit dem Jahr 2015 folgen deshalb zur Modernisierung die neo (New Engine Option)-Versionen von A319, A320 und A321 mit neuen Triebwerken für geringeren Treibstoffverbrauch.

#### A330/A340-Familie

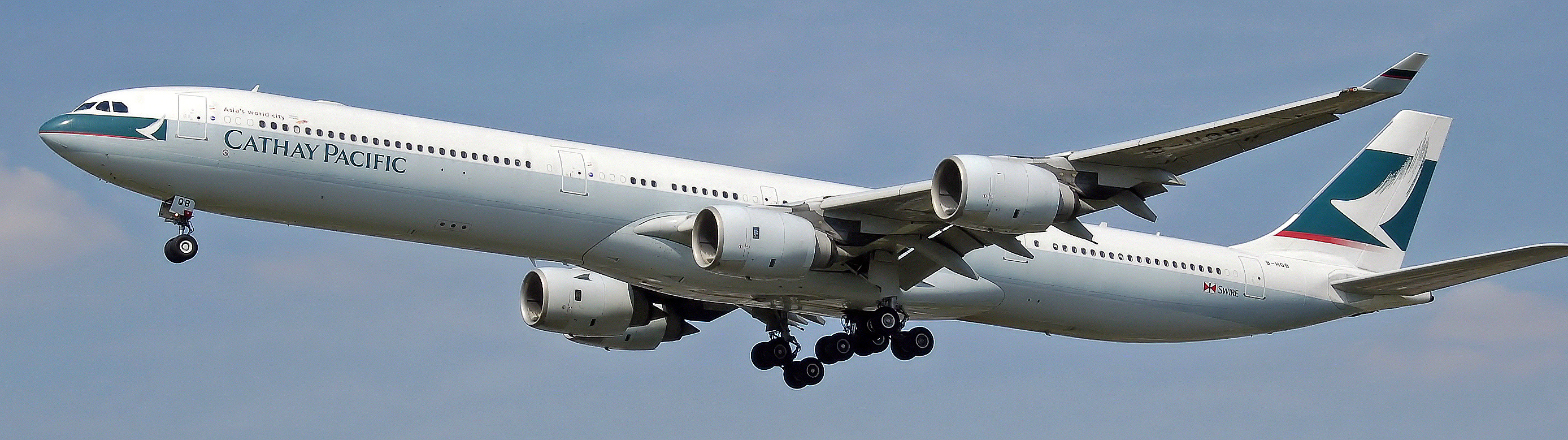
Airbus A340-600 von Cathay Pacific

In den 1990ern wurden für den Interkontinentalverkehr die Typen A330 (zweistrahlig) und A340 (vierstrahlig) eingeführt. Beide werden ebenfalls über Fly-by-wire gesteuert und sind auf hohe Wirtschaftlichkeit ausgelegt. Die A330 und A340 haben den Rumpfdurchmesser der A300/A310. Die beiden Entwürfe sind sehr ähnlich und wurden von Grund auf parallel entwickelt, um maximale Synergieeffekte zu erzielen. Während die A340 für Ultralangstreckenflüge geplant wurde, stellt die A330 aufgrund ihrer zweistrahligen Ausführung die treibstoffsparendere Variante mit geringerer Reichweite dar. Die Inneneinrichtungen (nach Bedürfnissen der Airline variierend) und das Cockpitdesign sind in beiden Typen weitgehend gleich. Die A340-500 ist nach der Boeing 777-200LR das Passagierflugzeug mit der größten Reichweite. In der Dreiklassenbestuhlung können dabei bis zu 313 Passagiere befördert werden.

#### A350

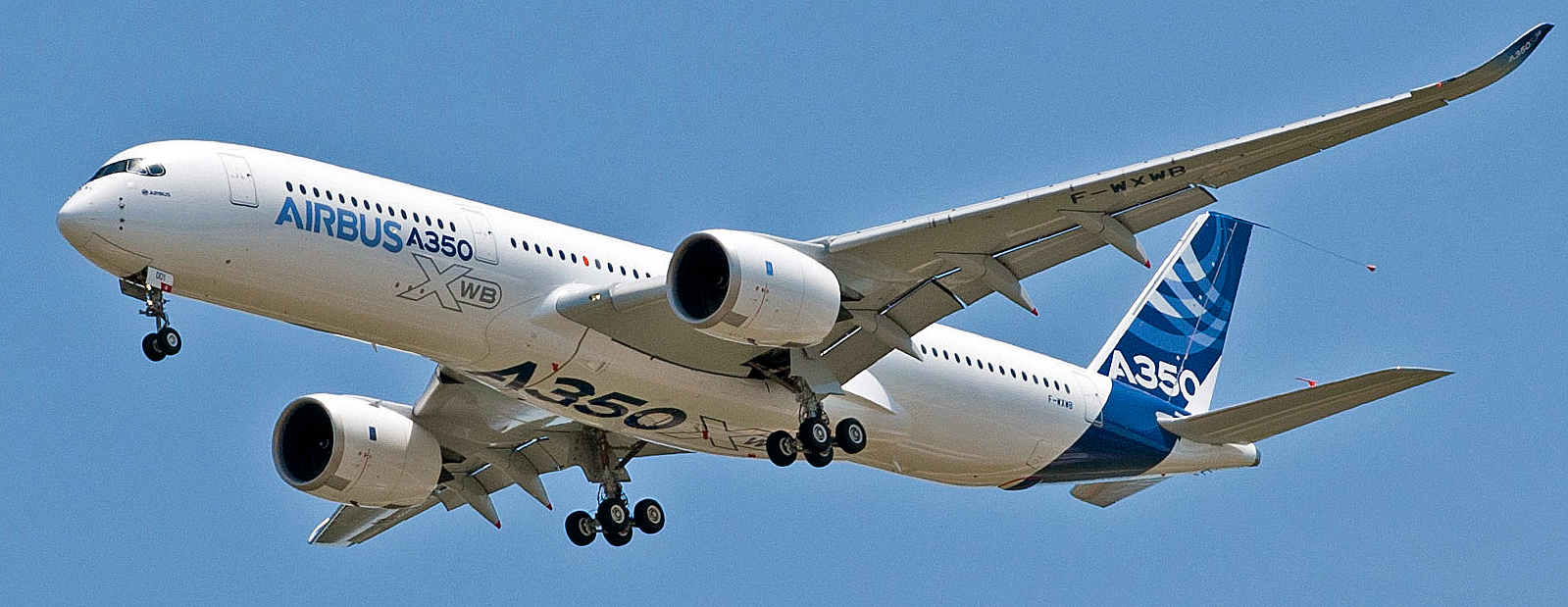
Airbus A350 beim Jungfernflug am 14. Juni 2013

Mit dem Airbus A350 (Marketing-Bezeichnung: A350 XWB) reagierte Airbus auf die sehr erfolgreichen Langstreckentypen Boeing 787 und Boeing 777 mit 210 bis 365 Sitzplätzen. Sie soll die bisherigen Langstreckentypen bei Airbus – A330 und A340 – ersetzen. Die Erstauslieferung der A350 erfolgte im Jahr 2014.
Die ursprünglich geplante und inzwischen verworfene erste Version der A350 sollte als Ableitung der A330 entwickelt werden. Auf der Farnborough International Airshow kündigte Airbus im Juli 2006 an, die Entwicklung der A350 als Airbus A350 XWB neu zu starten. Der Airbus A350 hat einen größeren Kabinenquerschnitt als der vorhergehende Entwurf und wurde völlig neu konstruiert. Er soll in seiner Wirtschaftlichkeit die Boeing 787 übertreffen. Der Grund für die Neukonzeption liegt darin, dass Airbus beim Absatz von Mittel- und Langstreckenflugzeugen gegenüber dem Konkurrenten Boeing zunehmend ins Hintertreffen geriet und dieses Manko durch den ersten Entwurf der A350 nicht hätte ausgleichen können. Mehrere potentielle Abnehmer-Fluggesellschaften der A350 beschwerten sich über deren wenig fortschrittliche Konzeption. Diesem Druck gab Airbus schließlich nach. Durch die Neuentwicklung stiegen die Entwicklungskosten auf 10 Milliarden Euro an.

#### A380

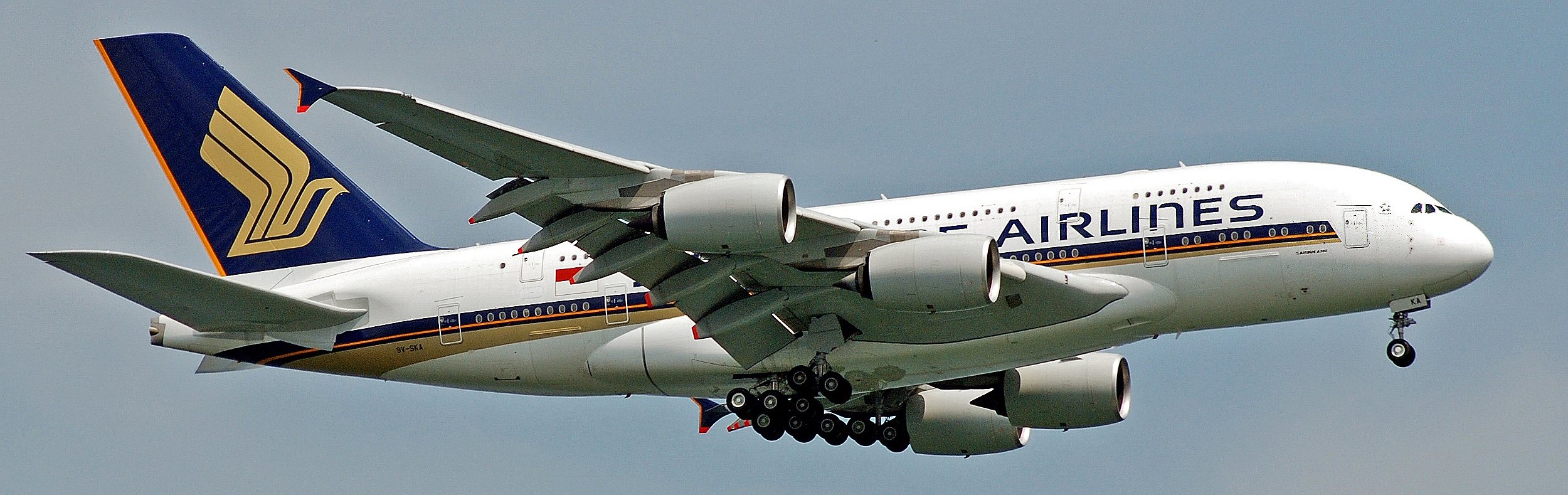
Airbus A380-800 der Singapore Airlines

Die Entwicklung des größten Passagierflugzeugs der Welt geht auf die 1980er Jahre zurück, als erste Machbarkeitsstudien für ein neues Großflugzeug durchgeführt wurden. Erst in der zweiten Hälfte der 1990er Jahre aber ergab sich eine Marktsituation, die eine Entwicklung gestattete. Der Airbus A380 (frühere Bezeichnung: A3XX) ist ein komplett neu entwickelter Typ von Großraumflugzeug. In der Standardversion können in Drei-Klassen-Auslegung ca. 550 Passagiere befördert werden, in einer besonders auf den asiatischen Markt abzielenden Einklassenbestuhlung sind sogar 853 Passagiersitze möglich. Es ist das weltweit erste Flugzeug mit einem Rumpf, der zwei unterschiedlich breite Großraumkabinen übereinander bietet (zwei Großraumkabinen mit jeweils zwei Mittelgängen, auch Twin-Aisle genannt). Das markante Merkmal ist der ovale Querschnitt dieses Rumpfmodells. Der A380 löst damit die Boeing 747 (400 Sitzplätze bzw. maximal 568) als größtes Passagierflugzeug ab.
Der Erstflug fand am 27. April 2005 statt. Der A380 mit der Produktionsnummer MSN3 ging am 25. Oktober 2007 in der Version A380-800 in den Liniendienst; erster Betreiber wurde Singapore Airlines. Am 14. Februar 2019 kündigte Airbus an, die Produktion des A380 bis zum Jahr 2021 aufgrund der schwächer gewordenen Nachfrage einzustellen.

#### ACJ-Familie
Unter dem Namen Airbus Corporate Jets (kurz ACJ; bis 2011 Airbus Corporate Jetliner) werden verschiedene Verkehrsflugzeuge an private Anwender als VIP- und Geschäftsreiseflugzeuge hergestellt und vertrieben. Diese Flugzeuge sind im Vergleich zu den originalen Flugzeugen für weniger Personen zugelassen, besitzen dafür aber mehr Reichweite und eine individuelle Innenausstattung mit zum Beispiel einem Empfangsbereich, einer Bar, einem oder mehreren Schlafzimmern, einem Wohnbereich oder Bad mit Dusche. Des Weiteren können diese Flugzeuge auch für weitere Anwendungsfälle angepasst werden, wie zum Beispiel für die militärischen Luftfahrt als Krankentransportflugzeug oder als Flugzeug für Regierungsmitglieder. Vertrieben werden die Flugzeugvarianten ACJ350-900 und ACJ350-1000, die auf dem Airbus A350 basieren und beide unter dem Namen ACJ350 XWB vertrieben werden, der ACJ330neo der auf dem Airbus A330neo basiert, der ACJ TwoTwenty der auf dem Airbus A220 basiert sowie der ACJ319neo und ACJ320neo die beide auf der Airbus-A320neo-Familie basieren. Zudem wurde früher die Varianten ACJ318, ACJ319, ACJ320 und ACJ321 die alle drei auf der A320-Familie basieren, der ACJ330 auf Basis des Airbus A330-200 und die Airbus-A340-Varianten ACJ340-300, ACJ340-500 und ACJ340-600 vertrieben. Ein ACJ380 auf Basis des A380-800 wurde zwar einige Zeit von Airbus angeboten, aber nie von einem Kunden bestellt.

#### Übersicht
| Flugzeugtyp         | Bestellungen | Auslieferungen | Im Flugdienst | Erstauslieferung | Produktionsende |  |
| ------------------- | ------------ | -------------- | ------------- | ---------------- | --------------- |  |
| Airbus A220-100     | 98           | 69             | 69            | Juli 2016        | –               |  |
| Airbus A220-300     | 806          | 327            | 327           | November 2016    | –               |  |
| Airbus A300         | 561          | 561            | 210           | Mai 1974         | Juli 2007       |  |
| Airbus A310         | 255          | 255            | 48            | Dezember 1985    | Juli 2007       |  |
| Airbus A318         | 80           | 80             | 42            | Oktober 2003     | 2013            |  |
| Airbus A319         | 1486         | 1484           | 1243          | April 1996       | –               |  |
| Airbus A319neo      | 57           | 29             | 29            | August 2019      | –               |  |
| Airbus A320         | 4756         | 4752           | 4176          | März 1988        | –               |  |
| Airbus A320neo      | 4106         | 2149           | 2149          | Januar 2016      | –               |  |
| Airbus A321         | 1784         | 1784           | 1703          | Januar 1994      | –               |  |
| Airbus A321neo      | 6843         | 1640           | 1640          | April 2017       | –               |  |
| Airbus A330-200     | 665          | 658            | 549           | April 1998       | –               |  |
| Airbus A330-200F    | 38           | 38             | 38            | September 2010   | –               |  |
| Airbus A330-300     | 776          | 776            | 722           | Dezember 1993    | –               |  |
| Airbus A330-800     | 12           | 7              | 7             | ?                | –               |  |
| Airbus A330-900     | 372          | 146            | 146           | ab 2018          | –               |  |
| Airbus A340-200/300 | 246          | 246            | 100           | Januar 1993      | November 2011   |  |
| Airbus A340-500/600 | 131          | 131            | 93            | Juli 2002        | November 2011   |  |
| Airbus A350F        | 63           | –              | –             | –                | –               |  |
| Airbus A350-900     | 995          | 550            | 549           | Dezember 2014    | –               |  |
| Airbus A350-1000    | 305          | 95             | 95            | Februar 2018     | –               |  |
| Airbus A380         | 251          | 251            | 220           | Oktober 2007     | 2021            |  |
| Gesamt (2/2025)     | 24686        | 16028          | 14155         |                  |                 |  |

Die genaue Bezeichnung eines Flugzeugs variiert in den letzten zwei Stellen, im Gegensatz zu Boeing werden jedoch keine Kundencodes verwendet, sondern es erfolgt eine Codierung des Triebwerksherstellers und des Modells beziehungsweise der Ausbaustufe. So bedeutet beispielsweise A340-642X, dass es sich um eine A340-600 mit höherem Gesamtgewicht (X) und einem tendenziell etwas älteren (Ziffer 2) Rolls-Royce-Triebwerk handelt (Ziffer 4).
Das Alter oder Modell eines Triebwerks wird normalerweise durch die Ziffern 0 bis 7 ausgedrückt, jedoch nicht einheitlich bei allen Modellen, für den Hersteller gilt:
- 0 = General Electric
- 1 = CFM International
- 2 = Pratt & Whitney
- 3 = IAE
- 4 = Rolls-Royce
- 5 = CFM International
- 6 = Engine Alliance
- 7 = Pratt & Whitney

Bis zur Auslieferung erhalten die Typen ein vorläufiges Luftfahrzeugkennzeichen. Diese ist für alle Großraumflugzeuge und diejenigen A320, die in Frankreich gebaut wurden, F-WWxx, für die A318 D-AUxx und für alle anderen Typen D-AVxx. xx steht dabei für ein individuelles Flugzeug, wobei diese Kennzeichen allerdings mehrfach verwendet werden, z. T. dutzende Male.

### Kommunalität

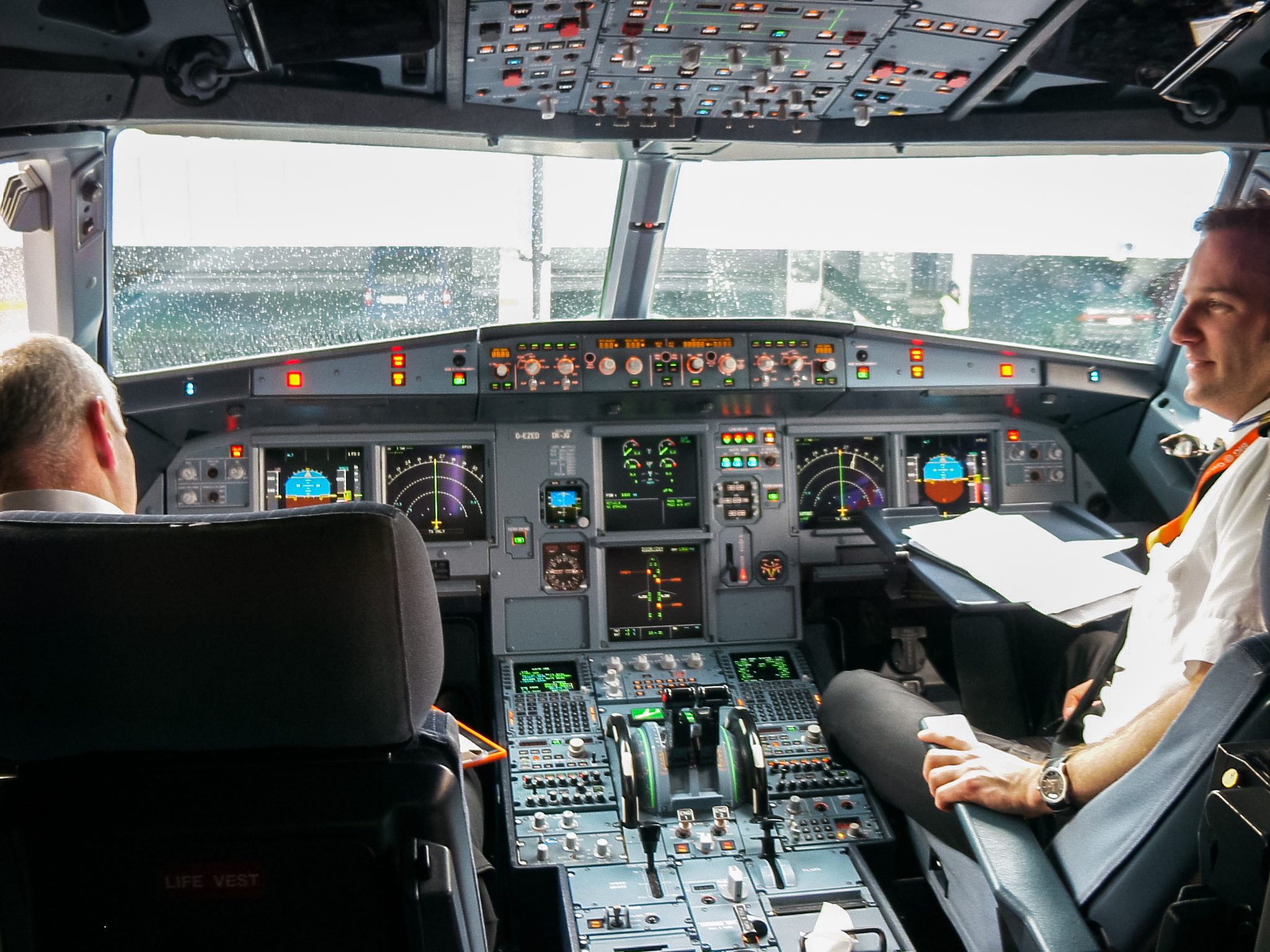
Cockpit eines Airbus A319

Eine Eigenschaft, die Airbus-Flugzeuge von der Konkurrenz abhebt, ist die sogenannte Kommunalität (Gemeinsamkeit) zwischen den Typen. Die Bauteile und -gruppen für die verschiedenen Typen sind möglichst baugleich, was Vorteile bietet
- für die Logistik der Fluggesellschaften (geringe Anzahl von Ersatzteilen für eine gemischte Flotte),
- für die Wartung (ein Mechaniker kann viele Typen warten) und
- für den Betrieb (die Piloten sind flexibel auf mehreren Typen einsetzbar).

So sind die Cockpits innerhalb der A320-Familie identisch, und denen der nachfolgenden Typen (A330 usw.) sehr ähnlich. Piloten können schnell auf andere Typen umschulen, zum Beispiel von A320 auf A330 oder A340 in acht Tagen (anstatt 25 für eine volle Musterberechtigung). Von A330 auf A340 kann innerhalb von drei Tagen umgeschult werden, umgekehrt bedarf es sogar nur eines Tages.
Die älteren Typen A300 und A310 haben jedoch Cockpits, die auf konventioneller Technik mit normalen Steuerhörnern anstatt Sidesticks basieren. Sie besitzen deshalb keine Cockpit-Kommunalität zu den späteren Typen. Deshalb ist bei der Umschulung auf die Glascockpits der A320–A380 erheblich höherer Schulungsaufwand nötig.

## Ausblick

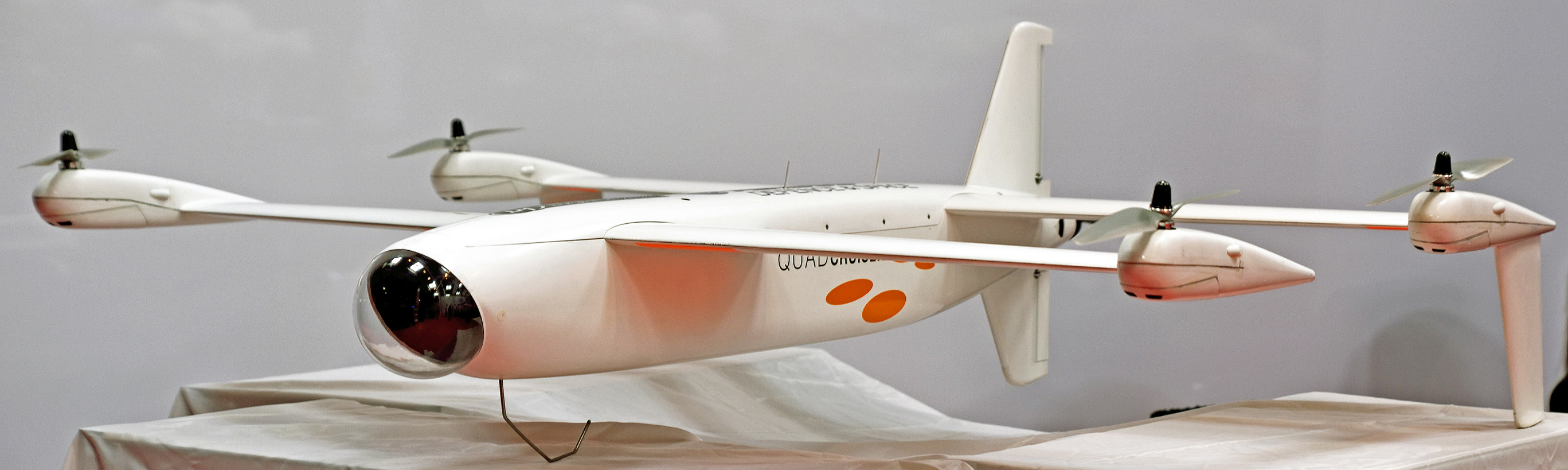
Modell des Airbus „Quadcruiser“ bei der CeBit 2016

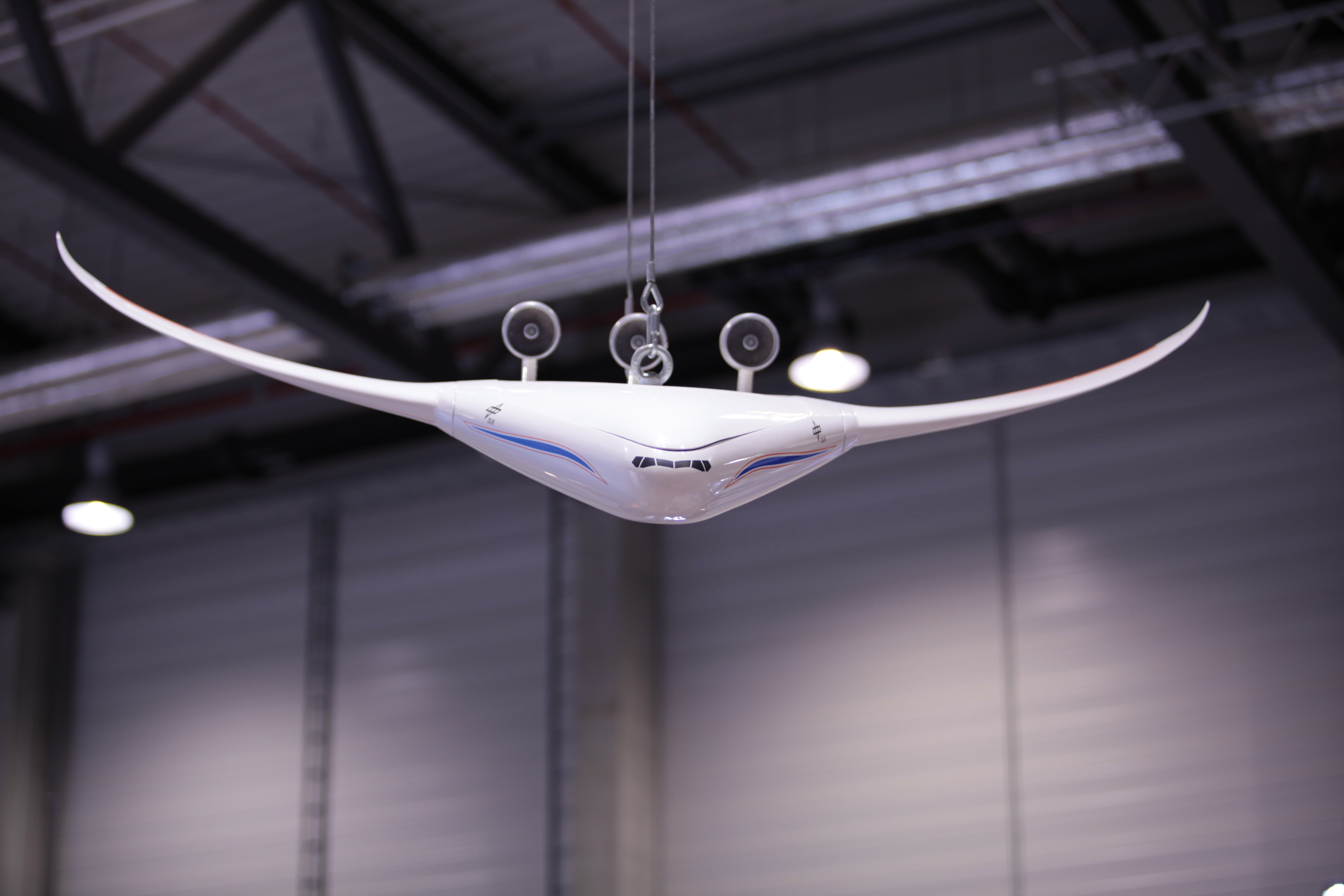
Model eines Blended-Wing-Body ähnlich zum „Maveric“

Airbus entwickelte 2013 in Zusammenarbeit mit der SFL-GmbH einen Quadrocopter mit fünf Rotoren und einer Abflugmasse von 12 kg und einer Stunde Flugzeit, um sich an der Erforschung unbemannter Luftfahrtsysteme zu beteiligen. Im Januar 2018 hatte Vahana seinen Erstflug, ein achtmotoriges elektrisch angetriebenes senkrechtstartendes Kippflügel-Wandelflugzeug, das sich selbst steuert.
Ferner arbeitet Airbus an Überschallflugzeugen und meldete im April 2015 dazu ein Patent für ein hybrides Flugzeug an, das über Düsen- und Raketenantrieb verfügt.
Auf der ILA 2016 in Berlin wurde das Fluggerät Thor vorgestellt, das bis auf Motoren, Fahrwerk, Propeller und Steuerung vollständig mit einem 3D-Drucker produziert wurde.
Der harte Brexit sei nach Aussage des Airbus-Managements „ökonomisch unverantwortlich“; „wenn wir Zölle zahlen müssten oder unsere Leute nur noch räumlich beschränkt einsetzen könnten, würde das unsere Wettbewerbsfähigkeit stark beeinträchtigen“, so Airbus-Chef Enders.
Auf der Luftfahrtmesse in Singapur stellte Airbus im Februar 2020 das Konzept „Maveric“ vor, bei dem die Form von bisherigen Modellreihen abweicht und an einen Rochen erinnert.